# 1890 v loďstvech
Tento článek obsahuje významné události v oblasti loďstev v roce 1890.

## Události
Vyšla kniha amerického admirála Alfreda T. Mahana The Influence of Sea Power upon History, 1660–1783, jež ovlivnila politiku námořních velmocí za celé 20. století.

## Lodě vstoupivší do služby
- 1890 –  Valkyrien – chráněný křižník
- 7. ledna –  USS Baltimore – chráněný křižník
- březen –  HMS Victoria – bitevní loď stejnojmenné třídy
- 3. června –  USS Vesuvius – křižník s pneumatickým dělem
- 2. července –  SMS Kaiser Franz Joseph I. – chráněný křižník třídy Kaiser Franz Joseph I.
- 28. července –  USS Philadelphia – chráněný křižník